# Lewis Pullman
Lewis James Pullman (Los Angeles, 29 de janeiro de 1993) é um ator norte-americano. Filho do ator Bill Pullman, iniciou sua carreira de ator com o filme The Ballad of Lefty Brown (2017), estrelado por seu pai. Seus créditos cinematográficos subsequentes incluem The Strangers: Prey at Night (2018), Bad Times at the El Royale (2018) e Top Gun: Maverick (2022). Na televisão, ele interpretou Major Major Major Major em Catch-22 (2019) e estrelou Outer Range (2022) e Lessons in Chemistry (2023). Por interpretar um químico neste último, ele foi indicado ao Primetime Emmy Award e ao Critics' Choice Television Award. 

## Biografia
Pullman é filho do ator Bill Pullman e da dançarina moderna Tamara Hurwitz. Ele tem uma irmã, Maesa, que é cantora e compositora, e um irmão, Jack, que é criador de marionetes. Sua mãe é descendente de russos e judeus.
Ele disse que estava “na divisão de tratores [na faculdade]. Achei que, se atuar não desse certo, eu poderia estar na equipe de estrada, trabalhando na escavadora". Em 2015, ele se formou no Warren Wilson College em Swannanoa, Carolina do Norte, com bacharelado em Serviço social.

## Carreira
Pullman toca bateria na banda Atta Boy ao lado de Eden Brolin, Freddy Reish e Dashel Thompson. Eles lançaram seu primeiro álbum, Out of Sorts, em 2012 como um "experimento caprichoso". Seu segundo álbum, Big Heart Manners, foi lançado em 2020 após um hiato de oito anos.
Pullman iniciou sua carreira de ator com diversos curtas-metragens, começando com The Tutor em 2013. Ele teve que dividir seu tempo entre morar em Los Angeles e Montana. Depois de se formar na faculdade em 2015, ele foi convidado pelos cineastas Jonathan Dayton e Valerie Faris para fazer um teste para Highston, uma série de televisão de Sacha Baron Cohen e Amazon Studios. Em setembro de 2015, sua escalação foi confirmada e a série recebeu uma encomenda de seis episódios. A série estrelou Pullman no papel principal como um jovem de 19 anos cujos amigos imaginários eram celebridades da vida real. O episódio piloto, estrelado por Flea e Shaquille O'Neal, foi bem recebido pela crítica. Em dezembro de 2017, porém, Highston foi cancelada após apenas um episódio.
Pullman fez sua estreia como ator em um longa-metragem em 2017 com The Ballad of Lefty Brown, um faroeste estrelado por seu pai no papel principal. Seus papéis adicionais em 2017 incluem Aftermath, estrelado por Arnold Schwarzenegger, o drama britânico Lean on Pete, e o filme aclamado pela crítica Battle of the Sexes, este último também estrelado por seu pai.
Em 2018, Pullman teve um papel principal no filme slasher The Strangers: Prey at Night. Embora o filme tenha recebido críticas mistas quando comparado ao seu antecessor, foi um sucesso de bilheteria, arrecadando 32,1 milhões de dólares contra um orçamento de produção de 5 milhões de dólares. Nesse mesmo ano, ele estrelou ao lado de Jeff Bridges, Cynthia Erivo, Dakota Johnson, Jon Hamm, Cailee Spaeny e Chris Hemsworth em Bad Times at the El Royale. Sobre a escalação de Pullman, o roteirista e diretor, Drew Goddard, disse que "foi uma daquelas boas e antigas buscas de elenco. Depois de se encontrar com muitos e muitos atores, Lewis apareceu e você sentiu isso imediatamente. A última vez que isso aconteceu, honestamente, foi quando Chris Hemsworth entrou para The Cabin in the Woods. Você está apenas procurando atores que se encaixem inerentemente no papel — e que também transcendam o papel. Lewis tinha esse tipo de magia". Após o lançamento, o filme recebeu avaliações geralmente positivas dos críticos, e seu desempenho também foi destacado, com o Den of Geek chamando-o de "destaque" e o The Seattle Times escrevendo que ele "brilha como o recepcionista problemático, que serve como a consciência moral (muito) tardia do filme".
Em 2019, Pullman teve um papel recorrente como Major Major Major Major em Catch-22, a adaptação do romance de 1961, do Hulu, liderada por George Clooney. Ele também estrelou o thriller Them That Follow e, em 2020, teve um pequeno papel no filme independente Pink Skies Ahead. Em 2022, Pullman interpretou Rhett Abbott na série Outer Range, da Amazon, o tenente Robert "Bob" Floyd na sequência liderada por Tom Cruise, Top Gun: Maverick, e o protagonista romântico em Press Play. Top Gun: Maverick encerrou as filmagens em 2019, mas foi adiado várias vezes antes de ser lançado em 2022; arrecadou mais de 1,4 bilhão de dólares nos cinemas e é o filme de maior bilheteria de Pullman até hoje. Em 2023, Pullman interpretou um pastor de jovens em The Starling Girl, o presidente de uma fraternidade em The Line, e teve um papel importante em The Caine Mutiny Court-Martial, último filme de William Friedkin. Ele também estrelou ao lado de Brie Larson na minissérie Lessons in Chemistry, da Apple TV+.
Em 2024, ele estrelou o drama policial Skincare, e a adaptação cinematográfica de terror produzida por James Wan do romance de Stephen King de 1975, 'Salem's Lot.
Ele estrelará em seguida como Robert Reynolds / Sentinela / Vácuo no filme Thunderbolts*, do Universo Cinematográfico Marvel, programado para ser lançado em 2025, e reprisará o papel em Avengers: Doomsday em 2026. Pullman supostamente aparecerá ao lado de Sally Field em uma adaptação cinematográfica do livro best-seller, Remarkably Bright Creatures, de Shelby Van Pelt.

## Filmografia

### Filmes
| Ano  | Título                         | Personagem                                | Notas          |
| ---- | ------------------------------ | ----------------------------------------- | -------------- |
| 2013 | The Tutor                      | James                                     | Curta-metragem |
| 2015 | The Peter Cassidy Project      | Henry Lovegood                            | Curta-metragem |
| 2026 | Where You Are                  | James adulto                              | Curta-metragem |
| 2026 | The Realest Real               | Patrick                                   | Curta-metragem |
| 2017 | The Ballad of Lefty Brown      | Billy Kitchen                             |                |
| 2017 | Aftermath                      | Samuel (adulto)                           |                |
| 2017 | Lean on Pete                   | Dallas                                    |                |
| 2017 | Battle of the Sexes            | Larry Riggs                               |                |
| 2018 | The Strangers: Prey at Night   | Luke                                      |                |
| 2018 | Bad Times at the El Royale     | Miles Miller                              |                |
| 2018 | Craig's Pathetic Freakout      | Lewis                                     | Curta-metragem |
| 2019 | Them That Follow               | Garret                                    |                |
| 2019 | Lefty/Righty                   | Righty                                    | Curta-metragem |
| 2020 | The Voice in Your Head         | Dan                                       | Curta-metragem |
| 2020 | Pink Skies Ahead               | Ben                                       |                |
| 2021 | Sorry I Missed This            | Trevor                                    | Curta-metragem |
| 2022 | Top Gun: Maverick              | Lt. Robert "Bob" Floyd                    |                |
| 2022 | Press Play                     | Harrison                                  |                |
| 2023 | The Starling Girl              | Owen Taylor                               |                |
| 2023 | The Line                       | Todd Stevens                              |                |
| 2023 | The Caine Mutiny Court-Martial | Lt. Thomas Keefer                         |                |
| 2023 | Water Rises                    | Him                                       |                |
| 2024 | Skincare                       | Jordan Weaver                             |                |
| 2024 | Riff Raff                      | Rocco                                     |                |
| 2024 | 'Salem's Lot                   | Ben Mears                                 |                |
| 2025 | Thunderbolts*                  | Robert "Bob" Reynolds / Sentinela / Vácuo |                |
| 2025 | Ann Lee                        | TBA                                       | Pós-produção   |
| 2026 | Avengers: Doomsday             | Robert "Bob" Reynolds / Sentinela         | Filmando       |

### Televisão
| Ano       | Título               | Personagem              | Notas                   | Ref.   |
| --------- | -------------------- | ----------------------- | ----------------------- | ------ |
| 2019      | Catch-22             | Major Major Major Major | Minissérie; 4 episódios | [ 25 ] |
| 2022–2024 | Outer Range          | Rhett Abbott            | Principal, 14 episódios | [ 29 ] |
| 2023      | Lessons in Chemistry | Calvin Evans            | Minissérie; 8 episódios | [ 37 ] |

## Prêmios e nomeações
| Ano  | Prêmio                    | Categoria                                                              | Trabalho                   | Result.  | Ref.   |
| ---- | ------------------------- | ---------------------------------------------------------------------- | -------------------------- | -------- | ------ |
| 2019 | Saturn Awards             | Best Supporting Actor                                                  | Bad Times at the El Royale | Indicado | [ 43 ] |
| 2024 | Critics' Choice Awards    | Best Supporting Actor in a Limited Series or Movie Made for Television | Lessons in Chemistry       | Indicado | [ 44 ] |
| 2024 | Independent Spirit Awards | Best Supporting Performance in a New Scripted Series                   | Lessons in Chemistry       | Indicado | [ 45 ] |
| 2024 | Primetime Emmy Awards     | Outstanding Supporting Actor in a Limited or Anthology Series or Movie | Lessons in Chemistry       | Pendente | [ 46 ] |

## Links externos
- Lewis Pullman no IMDb